# Louis Dufour (1873-1944)
Louis Dufour (Les Avants, 1873 - Aubonne, 12 april 1944) was een Zwitsers ijshockeyer. Hij nam deel aan de Olympische Zomerspelen van 1920 in Antwerpen.

## Biografie
Louis Dufour was hotelier en eigenaar van het Grand-Hôtel des Avants en het Hôtel de Sonloup, beide in Les Avants. Hij bracht hockey naar het dorp in 1904 op basis van contacten met Britse toeristen.
Louis Dufour was medeoprichter van de Zwitserse IJshockeybond, waarvan hij van 1908 tot 1916 vice-president en van 1916 tot 1920 penningmeester was.
Hij organiseerde de eerste Europees kampioenschap ijshockey 1910 in zijn hotel.
Hij speelde eerst bij de Hockey Club Rosey Gstaad en daarna bij de lokale Hockey Club Les Avants met wie hij Zwitsers kampioen werd in 1912 en 1913. Na de Eerste Wereldoorlog werd hij in 1920 kampioen bij de Bellerive Vevey Hockey Club.
Louis Dufour was een van de 77 Zwitserse deelnemers aan de Olympische Zomerspelen van 1920. Hij maakte deel uit van de Zwitserse nationale ploeg in het ijshockey op deze Spelen. Na een zware 29-0-nederlaag tegen de Verenigde Staten verloren hij en zijn team later ook de bronzen finale tegen Zweden met 4-0.
Hij was de vader van de gelijknamige Louis Dufour, die eveneens deel uitmaakte van de Zwitserse nationale ploeg tijdens de Olympische Zomerspelen van 1920.
| Jaar | Spelen    | Team | Onderdeel     | Resultaat | Prestatie                                                                   |
| ---- | --------- | --- | ------------- | --------- | --------------------------------------------------------------------------- |
| 1920 | Antwerpen | Louis Dufour teamgenoten: Rodolphe Cuendet Louis Dufour jr. Max Holzboer Marius Jaccard Bruno Leuzinger Paul Lob René Savoie Walter von Siebenthal Max Sillig | ijshockey (m) | 5e        | kwartfinale: V van Verenigde Staten: 29-0 bronzen finale: V van Zweden: 4-0 |